# 슈퍼투어
《슈퍼투어》는 2011년에 Mnet에서 방송된 텔레비전 프로그램으로, 슈퍼스타K의 예선 현장과 슈퍼스타K 시즌1, 2 참가자들의 근황을 보는 프로그램이다.